# Культ личности Чаушеску

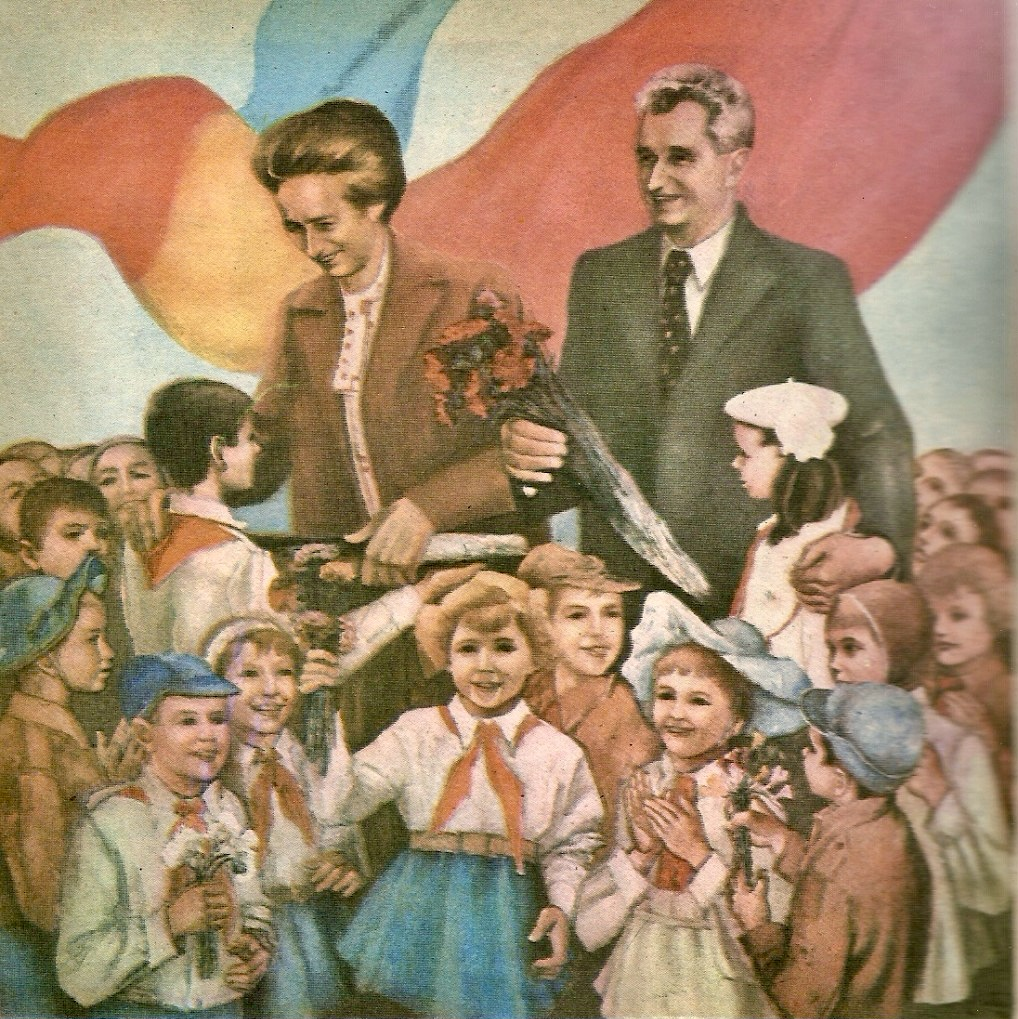
«Оммаж», картина Константина Нитеску, 1980-е гг.

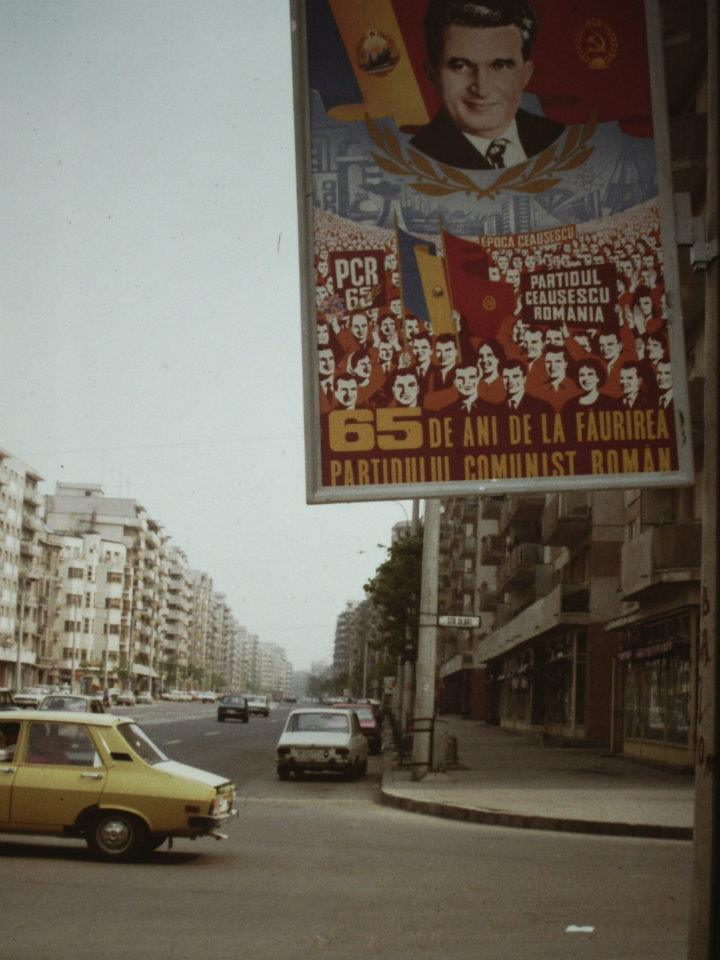
Агитационный первомайский плакат на улицах Бухареста, 1986. Фон гласит: «Эра Чаушеску» и «Партия. Чаушеску. Румыния»

Ку́льт ли́чности Никола́е Чауше́ску (рум. Cultul personalității lui Nicolae Ceaușescu) — возвеличивание личности президента Румынии средствами массовой пропаганды, в произведениях культуры и искусства, в государственных документах, законах, апофеоза его деятельности. Вдохновлённый культом личности Ким Ир Сена в Северной Корее, он начал с 1971 года внедрять «Июльские тезисы», отменившие период либерализации 1960-х годов. После чего была введена строгая националистическая идеология. Первоначально культ личности Чаушеску сосредоточил только на себе, но в начале 1980-х годов, его жена, Елена, стала также объектом культа.

## Появление
Ранние семена культа личности можно найти в аккламации Чаушеску после его речи, в которой он осудил вторжение стран Варшавского договора в Чехословакию в 1968 году. Начиная с этой даты, началось отождествление личности Чаушеску с Румынией — как в выступлениях должностных лиц, так и в румынской прессе. Изначально культ личности появился ещё в эпоху Георге Георгиу-Дежа, но с приходом Чаушеску он выходит далеко за пределы первоначального.

## Характеристики

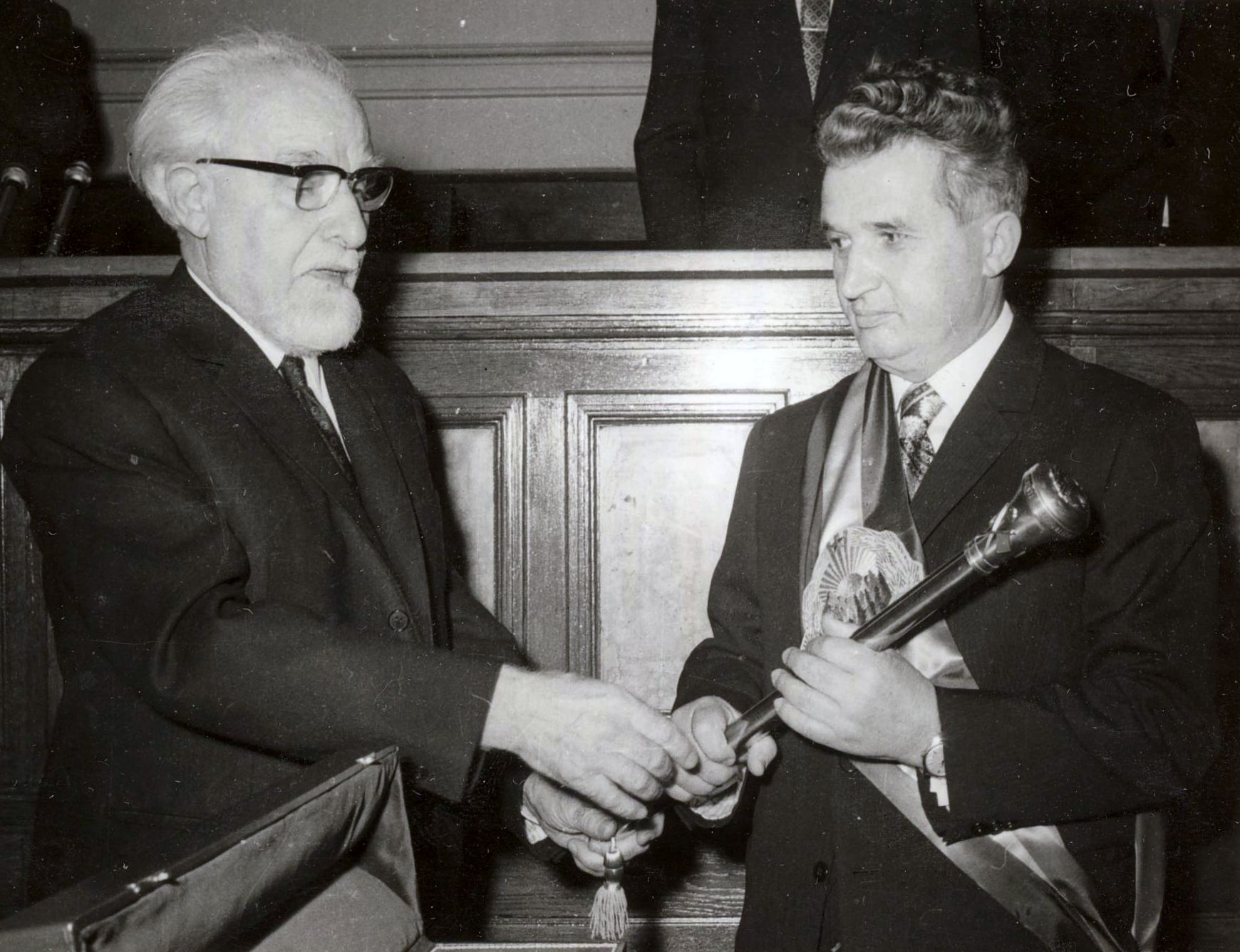
Чаушеску получает президентский скипетр, 1974

Как только Николае Чаушеску занял никогда не существовавший до того пост президента республики, он получил «Президентский скипетр». Сальвадор Дали поздравил его с получением скипетра в отправленной телеграмме. Последнюю опубликовала румынская пресса, находившаяся под контролем государства и не увидевшая сарказма в замечании.
Чаушеску занимал сразу несколько государственных, партийных и военных постов: был президентом, Верховным главнокомандующим Вооружёнными Силами, генеральным секретарём ЦК Румынской коммунистической партии, председателем Верховного совета по экономическому и социальному развитию, президентом Национального Совета трудящихся, председателем Фронта социалистической демократии и единства.
С ранних лет школьники стали изучать стихи и песни о «партии, вожде и нации», восхвалять их. Целью культа было сделать невозможной любую общественную оппозицию Чаушеску, так как по определению он считался непогрешимым и выше любой критики. На мероприятиях, включая партсъезды, использовались лозунги-кричалки «Чаушеску — РКП!» (рум. Ceaușescu — PCR!), «Чаушеску и народ!» (рум. Ceaușescu și poporul!), и другие тому подобные.

## Образ в прессе
Чаушеску начал изображаться румынскими СМИ как коммунистический теоретик-гений, который внёс значительный вклад в марксизм-ленинизм, и как политический лидер, «мнение» которого было источником всех национальных достижений. Собрание его сочинений регулярно переиздавалось, было переведено на несколько языков. В общей сложности собрание насчитывало несколько десятков томов и имелось повсюду в румынских книжных магазинах. Елену изображали как «Мать Нации». По общему мнению, в своём тщеславии и желании почестей она превзошла мужа. Особо отличались в прославлении Чаушеску его ближайшие партийные сподвижники — члены Политисполкома ЦК РКП Маня Мэнеску и Эмиль Бобу. Партийные чиновники, не принимавшие культа или не проявляющие положенного энтузиазма (как, например, Александру Бырлэдяну или Василе Патилинец), теряли посты и влияние.
СМИ использовали выражение «Золотая эра Чаушеску» («золотая эпоха», рум. epoca de aur) и множество других наименований, таких как: «Гарант прогресса страны и независимости», «Дальновидный архитектор будущего страны» и т. п. Дэн Ионеску, пишущий для «Радио Свободная Европа», составил список эпитетов о Чаушеску, использовавшихся румынскими писателями. Среди них были: «Архитектор», «Небесное тело», «Демиург», «Ель», «Гений», «Светский бог», «Чудо», «Утренняя звезда», «Навигатор», «Прекрасный принц», «Святой», «Спаситель», «Солнце», «Титан» и «Провидец».

Мы атеисты, мы верим в Чаушеску!

Эмиль Бобу

Однако его описывали как человека небогатого происхождения, поднявшегося посредством собственных усилий на самую вершину. Таким образом сделали символическую общую связь с историческими примерами из румынской истории. В качестве примеров были взяты известные лидеры румынского национального движения и участники прошлых революций, Аврам Янку и Василе Урсу Никола.
Неудивительно, что Чаушеску были очень обеспокоены своим имиджем в глазах общественности. Большинство фотографий демонстрировали их в конце 1940-х годов. Румынскому государственному телевидению был строгий приказ — показывать их в лучшем свете. Например, им приходилось применять большую предосторожность, чтобы убедиться, что 1,65 метровый рост Николае Чаушеску никогда не подчеркивался в кадре. Елену же никто никогда не видел в профиль, из-за её крупного носа и общего домашнего вида. Последствия за нарушение этих правил были тяжкими. В «Секуритате» существовал протокольный отдел, следивший за телевизионщиками. Передача могла выйти в эфир только после того как редакторы уберут все невольные паузы, заминки, заикания Николае Чаушеску. Так, один редактор показал кадры с моргающим и заикающимся Чаушеску. В результате его отстранили от работы на три месяца. А при встречах с иностранными государственными деятелями операторам нужно было вести съёмки таким образом, чтобы не видна была разница в их росте. К примеру, Чаушеску никогда не показывали рядом с высокими политиками, такими как Жискар-д’Эстен и Шарль де Голль.
Однажды вездесущие фотографы представили фотографию Чаушеску, на которой он был показан в полупрофиль, только с одним ухом. После чего распространилась шутка об этом портрете «в одно ухо» (согласно румынской идиоме, «чтобы быть сумасшедшим»). Фотографии же с подобным профилем считались неправильными и были заменены новыми фотографиями, на которых были отчетливо видны уже оба уха.

## Искусство и литература
Интеллектуалы страны выражали свою признательность Чаушеску. В 1973 году был опубликован целый том похвал, под названием «Посвящение». А живописец Сабин Бэлаша, по заказу мэрии Бухареста изобразил Чаушеску вместе с его женой Еленой на семейном портрете.

## Инакомыслие

### В гражданском обществе
По словам математика-диссидента Михая Ботеза, главная причина, почему против Чаушеску выступало не так много инакомыслящих людей, заключалась в том, что это был не только вопрос личного мужества, но и анализа затрат и результатов. Многие поняли, что, сопротивляясь хорошо организованному режиму, они ничего не сделают, но будут страдать потом от последствий. Например, мерами могли быть: исключение из университета, отправка в ссылку или принудительная эмиграция.
Проблема была также и в том, что до середины 1980-х годов капиталистические страны имели хорошие отношения с Чаушеску. И они не заботились тогда о внутренних проблемах Румынии. Сочувствие ряда западных стран (США, Великобритания, Франция и Япония) перед независимой политикой Румынии обескураживало оппозицию. Михай Ботеза также заявлял, что чувствовал, что на протяжении многих лет диссидентов, подобных ему, воспринимали как «врагов Запада», поскольку они пытались дистанцировать Чаушеску от США.
Но в 1985 году, с приходом к власти в СССР Михаила Горбачёва, помощь от западных стран Чаушеску прекратилась. Так как Чаушеску перестал быть актуальным на мировой арене, то западные страны стали критиковать его — за нежелание проводить свой вариант перестройки и гласности.

### В партии
Случалось это и внутри Румынской коммунистической партии. Один из самых главных инцидентов случился в ноябре 1979 года, во время проведения XII съезда РКП. Тогда пожилой высокопоставленный чиновник, Константин Пырвулеску обвинил ЦК в том, что он занят только прославлением Чаушеску и не способен предпринимать никаких действий для решения насущных проблем страны. После этого его исключили из партии, он был помещён под домашний арест и за ним было установлено строгое наблюдение.

## Наследие
В связи с культом личности и концентрацией власти в семье Чаушеску, основные разочарования румын были сосредоточены лично на Николае Чаушеску, а не на всём политическом аппарате Компартии. Вот почему победителем на Всеобщих выборах 1990 года был Фронт национального спасения, состоявший, в основном, из бывших членов РКП.